# Arcoppia robustia
Arcoppia robustia är en kvalsterart som först beskrevs av Berlese 1913.  Arcoppia robustia ingår i släktet Arcoppia och familjen Oppiidae. Inga underarter finns listade i Catalogue of Life.